# Homalium longifolium
Homalium longifolium är en videväxtart som beskrevs av George Bentham. Homalium longifolium ingår i släktet Homalium och familjen videväxter. Inga underarter finns listade i Catalogue of Life.